# Hochdorf (Blankenhain)
Hochdorf ist ein Ortsteil der Stadt Blankenhain im Landkreis Weimarer Land, Thüringen.

## Geografie
Der Ort liegt etwa 4 km südwestlich von Blankenhain und westlich unweit von Lengefeld. Über eine Ortsverbindungsstraße ist die Bundesstraße 85 nach etwa 600 m zu erreichen. Der Ort liegt auch auf der gleichen Hochebene wie Neckeroda und Lengefeld. Die Böden stehen auf verwittertem und grundwasserfernem Muschelkalk. Der Ort liegt am Goethe-Wanderweg.

## Geschichte
Am 20. März 1143 wurde der Ort in einer Urkunde erstmals aktenkundig erwähnt. Auch dieses Dorf hat sich aus einer slawischen Ansiedlung weiterentwickelt. Es ist von jeher eine Agrargemeinde, die 821 ha bewirtschaftet. Der Ort gehörte einst zu kirchlichen Besitzungen der Stadt Erfurt. Danach folgten die Grafen von Orlamünde sowie weitere Besitzer. Mittelbauern waren im Dorf ansässig. In der Zeit der DDR-Agrarpolitik wurden eine Sauen- und eine Milchviehanlage in den 1960er-Jahren gebaut. Nach der Wende fand man schnell neue Formen der Zusammenarbeit.

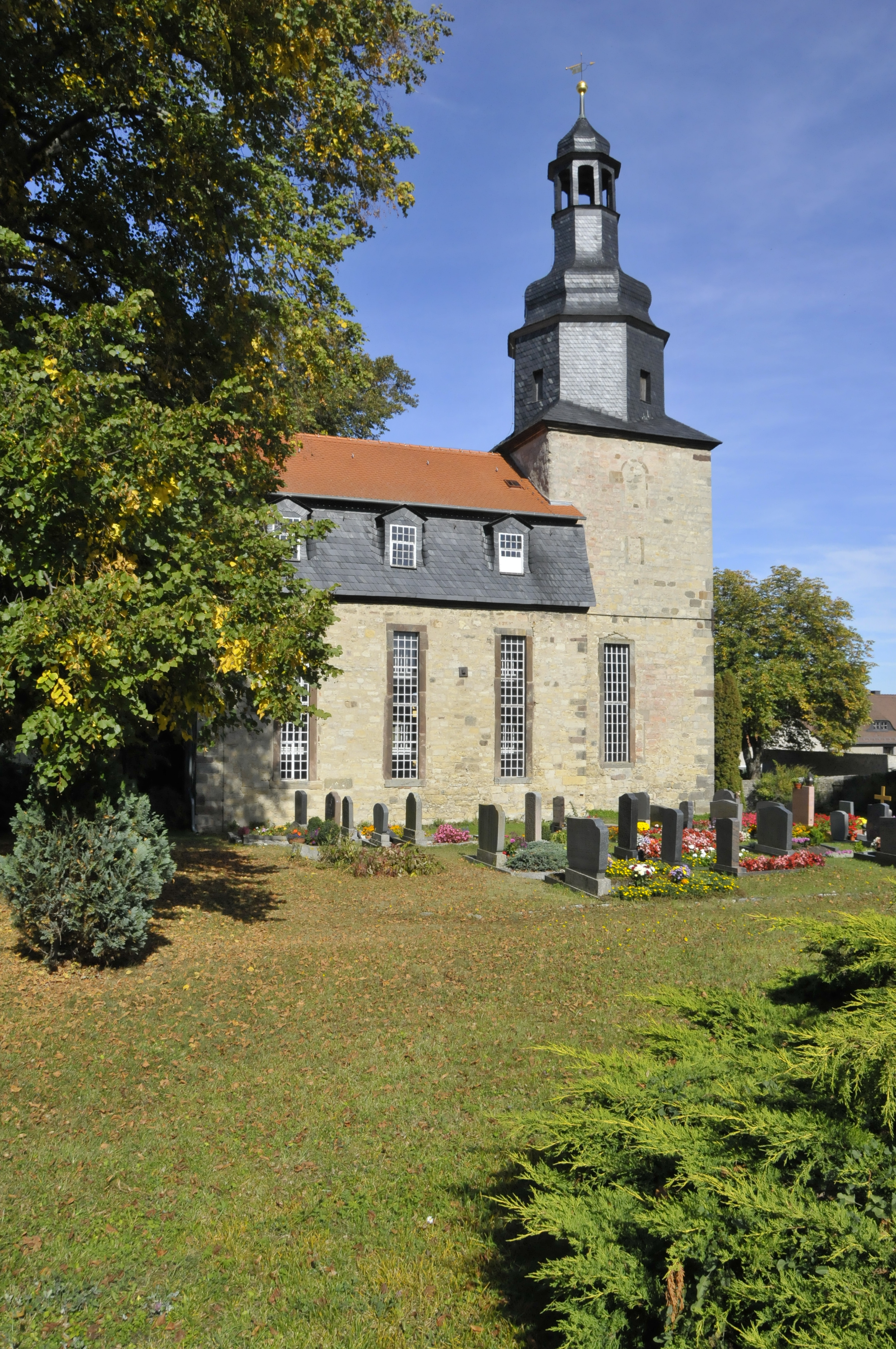
St. Udalricus Kirche

Die evangelische Kirche St. Udalricus besitzt eine Orgel des Orgelbauers Schulze aus Milbitz.

## Persönlichkeiten
- August Ludwig (1867–1951), Pfarrer, Bienenzüchter, Dozent, Mundartdichter